# ハネムーン・イン・ハワイ
「ハネムーン・イン・ハワイ」（HONEY MOON IN HAWAII）は、日本の歌手アン・ルイスの7枚目のシングル。1974年8月25日にビクターレコードから発売された。規格品番はSV-2433。

## 概要
前作「グッド・バイ・マイ・ラブ」と同様に、A・B面とも作詞はなかにし礼、作曲は平尾昌晃が手掛けている。同年10月25日には同タイトルのアルバムも発売された。(規格品番:VICL-64959)

## 収録曲
2曲とも作詩: なかにし礼、作曲: 平尾昌晃、編曲: 竜崎孝路
1. ハネムーン・イン・ハワイ（3分30秒）
2. ためらい（3分21秒）

## 参考資料
- オリコン『SINGLE CHART-BOOK COMPLETE EDITION 1968-2005』オリコン・マーケティング・プロモーション、2006年4月。ISBN 9784871310765。